# Saturnia pyri
Saturnia pyri, com o nome comum de borboleta-grande-pavão-nocturno, é uma espécie de insetos lepidópteros, mais especificamente de traças, pertencente à família Saturniidae.
A autoridade científica da espécie é Denis & Schiffermüller, tendo sido descrita no ano de 1775.
Trata-se de uma espécie presente no território português.
É frequente em zonas arborizadas e, por vezes, mesmo em zonas urbanas.
As lagartas, também muito bonitas, alimentam-se de folhas de diversas árvores ribeirinhas (amieiros, chopos, salgueiros, freixos, etc.).
Só tem uma geração por ano e os adultos vêm-se, normalmente, de Abril a Junho.